# Dancing tree
 (décembre 2022).
Si vous disposez d'ouvrages ou d'articles de référence ou si vous connaissez des sites web de qualité traitant du thème abordé ici, merci de compléter l'article en donnant les références utiles à sa vérifiabilité et en les liant à la section « Notes et références ».
 (décembre 2022).
Le terme anglais Dancing Tree (que l'on peut traduire par arbre dansant) est le nom d'une technologie utilisée par le système de fichiers Reiser4 et qui rend obsolète[Quand ?] l'ancienne technologie appelée B-trees (ou arbres B en français).
Cette technologie permet de gérer des fichiers de taille importante.